# 3-2-1 Contact
3-2-1 Contact est une ancienne émission télévisée éducative de vulgarisation scientifique produite aux États-Unis par Children's Television Workshop (CTW). Elle a été diffusée sur PBS de 1980 à 1988 puis sur Noggin de 1999 à 2002. En France, elle est diffusée à partir de 1981 dans Récré A2 puis sur FR3.
L'émission enseigne les principes scientifiques et leurs applications sous la supervision du docteur Edward Atkins, qui était responsable d'une grande partie du contenu scientifique de l'émission.

## Histoire

### Conception initiale
3-2-1 Contact est une idée originale de Samuel Y. Gibbon Jr., qui avait été le producteur exécutif de l'original The Electric Company (en) pour CTW de 1971 à 1977. L'émission était basée sur le concept original de The Curiosity Show (en), une émission éducative australienne diffusée depuis 1972. Ce programme était animé par les scientifiques australiens Rob Morrison et Deane Hutton, qui étaient consultants pour CTW au début de la conception de ce qui est devenu 3-2-1 Contact.
Sur le modèle australien, CTW envisageait une version présentée par des scientifiques américains, mais PBS pensait que des scientifiques d'âge moyen ne plairaient pas au jeune public malgré la popularité du format original et a insisté pour que l'émission soit animée par des jeunes. CTW a finalement retravaillé le concept en 3-2-1 Contact.

### Production des saisons
Les émissions avaient une structure hebdomadaire, avec cinq épisodes par semaine portant sur un même thème.
La première saison de 65 épisodes (treize semaines) a été diffusée à partir du 14 janvier 1980 sur certaines stations membres de PBS. Elle mettait en vedette trois amis étudiants qui discutaient de sciences dans une salle du campus appelée « l'atelier » (the workshop). L'émission utilisait également de brèves séquences introductives avec des célébrités présentant le sujet scientifique de la semaine.
L'émission se terminait par une courte séquence animée par Scanimate présentant le mot de la semaine et son aspect scientifique. Cette saison s'est terminée le 11 avril 1980 et s'est poursuivie par des rediffusions pendant les trois années suivantes, car le financement n'était pas encore suffisant pour des épisodes supplémentaires.
Lorsque la production a finalement repris pour la deuxième saison, diffusée à partir du 17 octobre 1983, l'émission a bénéficié d'un décor plus réaliste, situé dans un sous-sol de banlieue, tourné aux Studios Reeves Teletape (en) qui abritaient également Sesame Street. Les célébrités ont disparu et le sujet était affiché en vert en surimpression de la séquence d'introduction comme tapé sur un clavier d'ordinateur. Ce casting s'est poursuivi jusqu'au 18 octobre 1985. Ozzie Alfonso était le nouveau réalisateur et Al Hyslop son producteur exécutif.
La cinquième saison, diffusée à partir du 22 septembre 1986, présentait un troisième casting. Cependant, contrairement aux saisons précédentes, il n'y avait pas de lieu récurrent. Au lieu de cela, les présentateurs apparaissaient dans divers segments enregistrés et filmés.
L'émission s'est terminée après sept saisons et 225 épisodes le 18 novembre 1988, avec des rediffusions jusqu'au 27 septembre 1992 puis l'année suivante sur la télévision commerciale, All American Television s'occupant de la syndication.

### The Bloodhound Gang
Une séquence récurrente de l'émission était The Bloodhound Gang, ou Les Fins limiers en français, une courte fiction sur un groupe de trois jeunes détectives utilisant la science pour résoudre des affaires. Ils assistaient officiellement un détective adulte, James Bloodhound, qui était perpétuellement absent. Une histoire était fréquemment découpée en deux ou trois épisodes de Contact.
The Bloodhound Gang a accompagné 3-2-1 Contact pendant les quatre premières saisons avec un mélange d'épisodes originaux et de rediffusions, puis uniquement avec des rediffusions pour les saisons suivantes.
Les scénarios étaient l'œuvre de Sid Fleischman, auteur jeunesse. Les acteurs principaux de la série étaient Nan Lynn Nelson (Vikki), Glenn Scarpelli (en) (Cuff, 1ère saison), Seth Greenspan (Skip) et Kelly Pease (Zach).

## Adaptations

### Adaptation française
La version française de 3-2-1 Contact a compté 51 épisodes diffusés du 6 janvier 1981 au 8 juin 1982 dans l'émission Récré A2 du mardi (ne respectant donc pas le séquençage hebdomadaire d'origine), puis en 1986 sur FR3. Elle a bénéficié d'une adaptation profonde puisqu'elle proposait des séquences originales tournées en studio ainsi qu'en extérieurs, co-animées par Isabelle Arrignon, Valérie Dréville et  Nicolas Sempé, qui recevaient également des scientifiques français (Michèle Castellengo, Haroun Tazieff...).
Autour de 1986, l'émission a même été coproduite quelque temps avec FR3 et a présenté plusieurs membres de la distribution française en plus du casting américain.

### Autres adaptations nationales
De 1982 à 1983, le programme a été diffusé en Espagne avec des versions doublées des émissions originales américaines et quelques modules complémentaires locaux avec quatre acteurs espagnols : Sonia Martínez, Luis Bollain, Fernando Rueda et Marifé Rodríguez. Une autre version espagnole de l'émission a été diffusée de 1990 à 1992.
En 1984, 3-2-1 Contact avait un public de plus de 7 millions de téléspectateurs et était diffusé dans 26 pays. En plus de la France, l'Allemagne de l'Ouest, l'Italie et l'Espagne produisaient leurs propres versions doublées.

### Version scolaire
Du 1er septembre 1991 au 1er mai 1992, une adaptation intitulée 3-2-1 Classroom Contact a été produite, spécifiquement pour être visionnée à l'école. Elle était animée par Stephanie Yu et Z. Wright et utilisait des segments précédemment diffusés de la série originale.
La production voulait que les enfants et les écoles puissent enregistrer et diffuser les épisodes sans avoir peur d'enfreindre les droits d'auteur.

## Présentateurs

### Première saison
- Liz Moses en tant que Lisa (1980)
- Leon W. Grant en tant que Marc (1980)
- Ginny Ortiz  en tant que  Trini (1980)

### Saisons 2 à 4
- Liz Gorcey  en tant que Jackie (terrain, 1983)
- Kelly Pino en tant que Kathy (1983–85)
- Frank Gomez en tant que Miguel (1983–86)
- Benjamin H. Carlin en tant que Paco (1983–86)
- Judy Leak en tant que Robin (1983–86)

### Saisons 5 à 7
- Manny Mendiola en tant que Diego (1985–86)
- Tannis Vallely en tant que Mary (1985–86)
- Candida Romero en tant que Monique (1986)
- Abigael Maryan en tant que Chantal (1986)
- Ericka Pazcoguin en tant que Maggie (1986–87)
- Mary Lopez (1986)
- David Drach (1986–87)
- David Quinn (1986–88)
- Debra Allison Shapiro (1986–88)
- Todd A. Rolle (1986–88)
- Hopey Fitzpatrick (1987–88)
- Stephanie Yu (1987–88)
- Z. Wright (1987–88)
- Dennis Weaver (1987–88)

## Épisodes

### Saison 1 (1980)
1. Bruyant / calme, avec pour célébrités les membres du groupe Sha Na Na Jon Bauman et Scott Simon
  - Production et traitement du son (14 janvier 1980)
  - L'oreille (15 janvier 1980)
  - Comment les gens et les animaux utilisent le son (16 janvier 1980)
  - La musique (17 janvier 1980)
  - Gamme de vibrations (18 janvier 1980)
2. Chaud / froid, avec Sarah Jessica Parker, qui jouait alors dans la comédie musicale de Broadway Annie
  - La température des gens (21 janvier 1980)
  - Adaptations animales et végétales (22 janvier 1980)
  - Comment le chaud ou le froid peut... (23 janvier 1980)
  - Chaleur et travail (24 janvier 1980)
  - Températures sur Terre et dans l'espace (25 janvier 1980)
3. Rapide / lent, avec Donny Most et Ron Palillo
  - Accélérer, ralentir (28 janvier 1980)
  - Les rythmes de la nature (29 janvier 1980)
  - Espérances de vie (30 janvier 1980)
  - Vitesse et course (31 janvier 1980)
  - Encore et encore (1er février 1980)
4. Nourriture / carburant, avec Robert Guillaume dans la séquence Célébrité
  - Aliments pour animaux (4 février 1980)
  - Nourriture humaine (5 février 1980)
  - Culture et transformation des aliments (6 février 1980)
  - Ravitaillement des machines (7 février 1980)
  - Le soleil fait tout marcher (8 février 1980)
5. Surpeuplé / dépeuplé, avec les acteurs de Huit ça suffit !
  - Surpopulation humaine (11 février 1980)
  - Populations optimales dans la nature (12 février 1980)
  - Contrastes dans les densités de matériaux (13 février 1980)
  - Liquides et solides (14 février 1980)
  - Survie humaine / contrôle des densités (15 février 1980)
6. Clair / sombre 
  - Le soleil (18 février 1980)
  - Adaptation des plantes et animaux (19 février 1980)
  - Le spectre électromagnétique (20 février 1980)
  - L'œil (21 février 1980)
  - Sources lumineuses (22 février 1980)
7. Grand / petit, avec Billy Barty et Carl Weathers
  - Tailles des animaux - Mise à l'échelle (25 février 1980)
  - Habitats des animaux (26 février 1980)
  - Dinosaures (27 février 1980)
  - Volume et efficacité (28 février 1980)
  - Quelle est la taille... ? (29 février 1980)
8. Proche / lointain, avec Tim O'Connor et Felix Silla de la série Buck Rogers
  - Voir n'est pas toujours (3 mars 1980)
  - Cartographie et navigation près de chez soi (4 mars 1980)
  - Cartographie et navigation sur la Terre (5 mars 1980)
  - Voyager dans l'espace (6 mars 1980)
  - Savoir où l'on est (7 mars 1980)
9. Croissance / décomposition, avec Arte Johnson, reprenant un personnage de l'émission Laugh-In
  - Sexe et graines (10 mars 1980)
  - Croissance humaine (11 mars 1980)
  - Décomposition (12 mars 1980)
  - Cultures humaines / formes terrestres (13 mars 1980)
  - Cycle après cycle (14 mars 1980)
10. Communication, avec Gene Wilder
  - Communication humaine (17 mars 1980)
  - Communication animale (18 mars 1980)
  - Machines de communication (19 mars 1980)
  - Communication avec d'autres espèces (20 mars 1980)
  - Rétroaction (21 mars 1980)
11. Forces, avec Rita Moreno
  - Forces et mouvement (24 mars 1980)
  - Forces et champs (25 mars 1980)
  - Flottabilité et gravité (26 mars 1980)
  - Forces et machines (27 mars 1980)
  - Un spectacle de forces (28 mars 1980)
12. Ordre et désordre, avec Meadowlark Lemon des Harlem Globetrotters et le casting de la série The White Shadow (en)
  - Modèles réguliers (31 mars 1980)
  - Le corps - Un système ordonné (1er avril 1980)
  - Ordre social (2 avril 1980)
  - Désordonné (3 avril 1980)
  - La somme de ses parties (4 avril 1980)
13. Surfaces, avec Larry Wilcox de la série CHiPs
  - Protection (7 avril 1980)
  - Formes et fonctions (8 avril 1980)
  - Surfaces : tension superficielle et bulles (9 avril 1980)
  - Surface de la Terre (10 avril 1980)
  - L'atmosphère - peau de la Terre (11 avril 1980)

### Saison 2 (1983)
1. Le Vol
  - Les Animaux volants (17 octobre 1983)
  - La Résistance de l'air (18 octobre 1983)
  - L'Ascenseur (19 octobre 1983)
  - La Poussée (20 octobre 1983)
  - L'Accélération (21 octobre 1983)
2. Sports
  - L'Analyse de l'entraînement (24 octobre 1983)
  - Temps, taux, mesure (25 octobre 1983)
  - Le transfert d'énergie (26 octobre 1983)
  - L'analyse d'impact (27 octobre 1983)
  - La Coordination (28 octobre 1983)
3. La Survie
  - La Respiration (31 octobre 1983)
  - La Température (1er novembre 1983)
  - La Protection (2 novembre 1983)
  - L'Énergie (3 novembre 1983)
  - Le Travail d'équipe (4 novembre 1983)
4. Les Bébés
  - Le code de la vie (7 novembre 1983)
  - Croissance et développement (8 novembre 1983)
  - Le Comportement (9 novembre 1983)
  - La Colonisation (10 novembre 1983)
  - Le Changement (11 novembre 1983)
5. Le Bâtiment
  - Les Matériaux (14 novembre 1983)
  - Unique en son genre (15 novembre 1983)
  - Les Pièces standard (16 novembre 1983)
  - Modulaire (17 novembre 1983)
  - Communication (18 novembre 1983)
6. Formes 
  - Les Formes dans la nature (21 novembre 1983)
  - Formes et gravité (22 novembre 1983)
  - Rationalisation (23 novembre 1983)
  - Forme et fonction (24 novembre 1983)
  - Indices (25 novembre 1983)
7. L'Eau
  - Les Trois phases : gaz, liquide, solide (28 novembre 1983)
  - Le Milieu de la vie (29 novembre 1983)
  - L'eau et les gens (30 novembre 1983)
  - Distribution (1er décembre 1983)
  - De l'eau dans le corps (2 décembre 1983)
8. Les Sens
  - Goût et Odorat (5 décembre 1983)
  - La Vue (6 décembre 1983)
  - L'Audition (7 décembre 1983)
  - Le Toucher (8 décembre 1983)
  - Les sens spéciaux (9 décembre 1983)

### Saison 3 (1984)
1. L'Espace
  - En Apesanteur (22 octobre 1984)
  - Y Arriver (23 octobre 1984)
  - Vivre là-bas (24 octobre 1984)
  - Y travailler (25 octobre 1984)
  - Il y a quelqu'un ? (26 octobre 1984)
2. La Mesure
  - Combien de temps ? Jusqu'à quel point? (29 octobre 1984)
  - Quelle est la zone ? Quel est le volume ? (30 octobre 1984)
  - Combien ? (31 octobre 1984)
  - Quel poids ? Quelle densité ? (1er novembre 1984)
  - À quelle vitesse ? Comment lent? (2 novembre 1984)
3. La Terre
  - La Terre est le changement (5 novembre 1984)
  - Les Cartes (6 novembre 1984)
  - Le Climat (7 novembre 1984)
  - Flore et Faune (8 novembre 1984)
  - Construire des modèles (9 novembre 1984)
4. L'électricité
  - Qu'est-ce que c'est ? (12 novembre 1984)
  - Électricité et magnétisme (13 novembre 1984)
  - Où la trouve-t-on ? (14 novembre 1984)
  - L'électricité fonctionne dans un circuit (15 novembre 1984)
  - Vous êtes électrique (16 novembre 1984)

### Saison 4 (1985)
1. Les Tropiques
  - Le Caoutchouc (23 septembre 1985)
  - Les Métaux (24 septembre 1985)
  - Le Riz (25 septembre 1985)
  - Animaux de travail - Singes et éléphants (26 septembre 1985)
  - Animaux en voie de disparition (27 septembre 1985)
2. La Lumière
  - Du soleil à vos yeux (30 septembre 1985)
  - La Couleur (1er octobre 1985)
  - Les Yeux (2 octobre 1985)
  - Comment les animaux voient (3 octobre 1985)
  - Plier et rebondir (4 octobre 1985)
3. Les Fermes
  - Les moutons et les porcs – élevage sélectif (7 octobre 1985)
  - Végétaux et Porcs - Production Végétale" (8 octobre 1985)
  - Les Hybrides (9 octobre 1985)
  - Vaches et porcs – produits d'origine animale (10 octobre 1985)
  - Poulets et Porcs - Production animale (11 octobre 1985)
4. Les Matériaux
  - Les Métaux (14 octobre 1985)
  - L'Argile (15 octobre 1985)
  - Les façonner (16 octobre 1985)
  - Les plumes et le caoutchouc (17 octobre 1985)
  - Les utiliser (18 octobre 1985)

### Saison 5 (1986)
1. Les Signaux
  - Le langage (22 septembre 1986)
  - Oiseaux parlants (23 septembre 1986)
  - À la recherche d'indices visuels (24 septembre 1986)
  - Les faire circuler (25 septembre 1986)
  - Déchiffrement (26 septembre 1986)
2. Les Océans
  - Sur la mer (29 septembre 1986)
  - Dans la mer (30 septembre 1986)
  - Depuis la mer (1er octobre 1986)
  - Au bord de la mer (2 octobre 1986)
  - Hors de la mer (3 octobre 1986)
3. Le Mouvement
  - Quoi de neuf ? (6 octobre 1986)
  - Le Squelette (7 octobre 1986)
  - Aplatir (8 octobre 1986)
  - Attraper (9 octobre 1986)
  - Ho !" (10 octobre 1986)
4. Manger
  - Les détectives des dents (13 octobre 1986)
  - Chipoter (14 octobre 1986)
  - Au Zoo (15 octobre 1986)
  - Cul sec ! (16 octobre 1986)
  - Manger les restes (17 octobre 1986)

### Saison 6 (1987)
1. Le Japon
  - Huîtres précieuses, salamandres rares (12 octobre 1987)
  - Les glissements de terrain ! (13 octobre 1987)
  - Papier et cerfs-volants (14 octobre 1987)
  - Tremblement de terre ! (15 octobre 1987)
  - Judo et ordinateurs (16 octobre 1987)
2. Les Détectives
  - La peau et les os (19 octobre 1987)
  - Les outils et les ordures (20 octobre 1987)
  - La vie sauvage (21 octobre 1987)
  - Dinosaures (22 octobre 1987)
  - Les motifs (23 octobre 1987)
3. L'Architecture
  - Monter le chapiteau (26 octobre 1987)
  - Accueil (27 octobre 1987)
  - Empilez-le (28 octobre 1987)
  - Sur mesure (29 octobre 1987)
  - Léger mais solide (30 octobre 1987)
4. Les Mammifères
  - Rats et chauves-souris (2 novembre 1987)
  - Rester au chaud (3 novembre 1987)
  - La naissance, le lait (4 novembre 1987)
  - Le jeu (5 novembre 1987)
  - Grands mammifères : le coût élevé de la vie (6 novembre 1987)
5. La Modélisation
  - Sur des roues (9 novembre 1987)
  - À travers la glace et l'air (10 novembre 1987)
  - La Terre (11 novembre 1987)
  - Genoux et petites choses (12 novembre 1987)
  - Espaces (13 novembre 1987)
6. Dans les airs
  - Trouver votre chemin (16 novembre 1987)
  - Dériver avec le vent (17 novembre 1987)
  - Né pour voler (18 novembre 1987)
  - Les trucs lourds qui volent (19 novembre 1987)
  - Des objets volants incroyables (20 novembre 1987)

### Saison 7 (1988)
1. L'Antarctique
  - Comment s'y rendre (10 octobre 1988)
  - Comment s'y déplacer (11 octobre 1988)
  - La Vie aux limites (12 octobre 1988)
  - La Vie sous la glace (13 octobre 1988)
  - Le Continent désertique (14 octobre 1988)
2. Votre corps
  - Les Jumeaux (17 octobre 1988)
  - Avoir un bébé (18 octobre 1988)
  - Le sommeil (19 octobre 1988)
  - Spinning (20 octobre 1988)
  - Votre santé (21 octobre 1988)
3. L'Australie
  - Ornithorynques & échidnés (24 octobre 1988)
  - Mites et scarabées (25 octobre 1988)
  - Émeus et Kookaburras (26 octobre 1988)
  - Les Koalas (27 octobre 1988)
  - Les Kangourous (28 octobre 1988)
4. Structures
  - Bulle, Bulle (31 octobre 1988)
  - Tuyaux et roseaux (1er novembre 1988)
  - Chaos et ordinateurs (2 novembre 1988)
  - Robots en marche (3 novembre 1988)
  - Suspendus en l'air (4 novembre 1988)
5. La Grèce
  - Le voyage commence (7 novembre 1988)
  - Sous la cendre (8 novembre 1988)
  - Avant l'histoire (9 novembre 1988)
  - Moutons et fromages (10 novembre 1988)
  - Le Parthénon (11 novembre 1988)
6. Les Îles
  - Le poisson perroquet (14 novembre 1988)
  - Les Lézards (15 novembre 1988)
  - Les Coraux (16 novembre 1988)
  - Les Flamants (17 novembre 1988)
  - Les Conques (18 novembre 1988)

### 3-2-1 Contact Extra
- J'ai le SIDA: l'histoire d'un adolescent (8 avril 1989)
- La vérité pourrie (15 janvier 1990)
- Vous ne pouvez plus grandir à la maison (2 septembre 1990)
- Down the Drain (14 janvier 1991)
- Le fond du tonneau (18 février 1991)
- Les secrets du code (3 août 1991)
- Une petite planète populaire (22 avril 1992)
- Get Busy: Comment les enfants peuvent sauver la planète (22 avril 1992)
- Ce que les enfants veulent savoir... À propos du sexe et de la croissance (13 mai 1992)
- Brainstorm: la vérité sur votre cerveau sous drogues (14 décembre 1992)

## Magazine papier
Trois mois avant la première de l'émission, un magazine imprimé du même nom, également axé sur la science, a été publié. En 1985, le magazine a absorbé une partie du contenu de la publication sœur Enter, y compris les propositions de lecteurs de programmes informatiques écrits en langage BASIC ainsi que des critiques de logiciels populaires. La section Enter contenait également une nouvelle fonctionnalité appelée "The Slipped Disk Show", dans laquelle un disc-jockey fictif répondait aux questions informatiques posées par les lecteurs.